# Зарубежное миссионерское братство
OMF International — межконфессиональное протестантское миссионерское братство, базирующееся в Сингапуре. Занимается распространением христианства в странах Восточной Азии.

## История

### Внутрикитайская миссия
В середине XIX века в Китае началось восстание тайпинов, участники которого объявили себя христианами. Это вызвало большой всплеск интереса к Китаю среди британской христианской общественности, подогретый сообщениями Карла Гюцлафа о возможностях проповеди христианского учения в Китае. Было основано Общество евангелизации Китая, которое в 1853 году направило в Китай миссионера Хадсона Джеймса Тейлора.
В 1854 году, после пятимесячного плавания, Тейлор прибыл в Шанхай. Царящий в Китае хаос гражданской войны в течение года не позволял ему заняться тем, ради чего он прибыл в Китай. Ознакомившись на месте с ситуацией, он принял решение носить китайскую одежду и китайскую причёску, чтобы не отторгать внешним видом будущую паству. В 1856 году он совершил путешествие по Китаю и, прибыв в 1857 году в Нинбо, решил отказаться от сотрудничества с пославшим его Обществом и действовать самостоятельно. Из-за проблем со здоровьем в 1860 году Тейлор был вынужден вернуться в Великобританию.

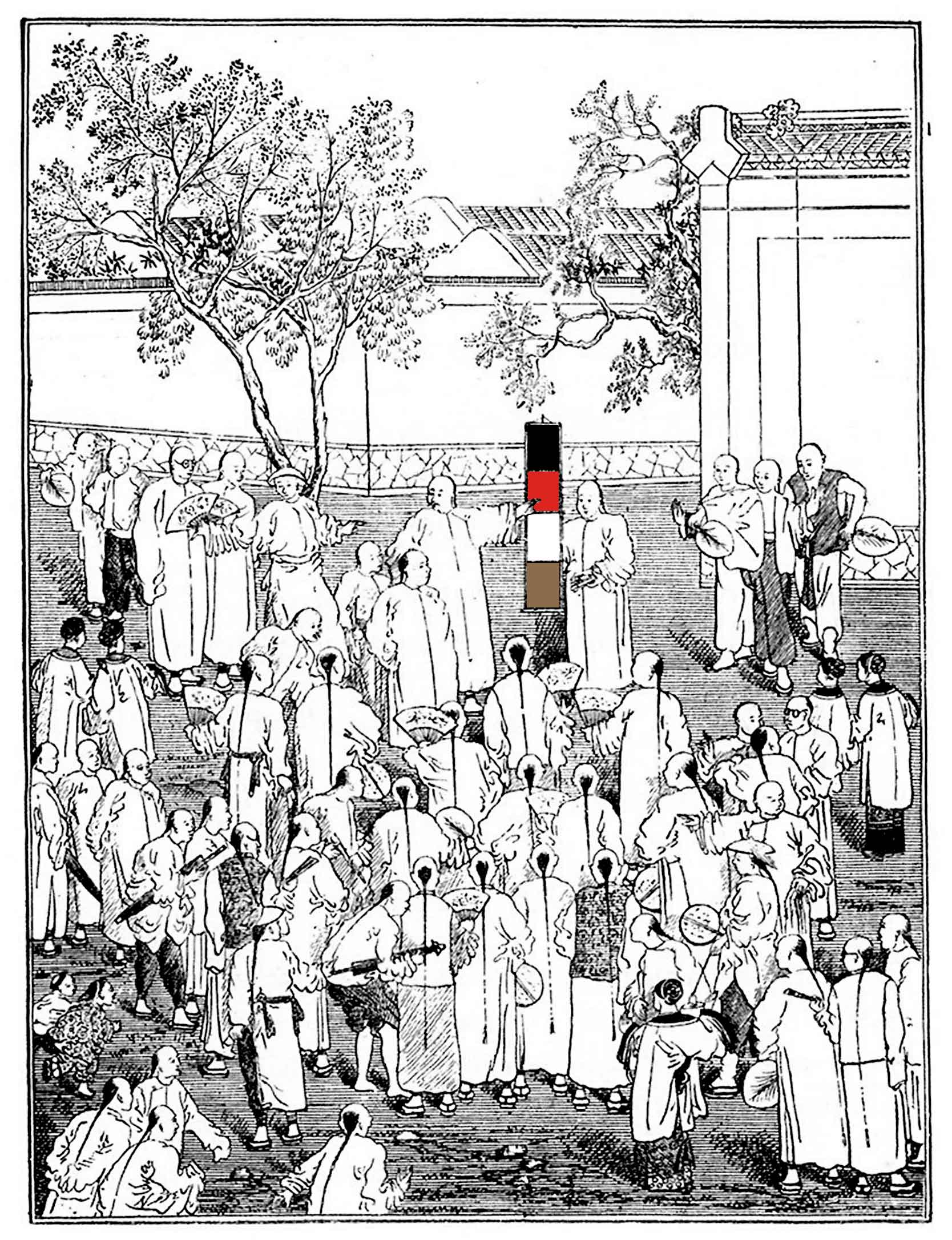
Миссионеры Внутрикитайской миссии проповедуют в Китае. 1892 год

В Великобритании Тейлор занялся переводом «Нового Завета» на нинбоский диалект китайского языка. В 1865 году он издал книгу «China’s Spiritual Need and Claims». Ради распространения христианского учения во внутренних провинциях Китая им вместе с Уильямом Берджером в июне 1865 года была основана «Внутрикитайская миссия» (англ. China Inland Mission). Менее чем за год они собрали 2 тысячи фунтов стерлингов (что составляет 130 тысяч фунтов стерлингов в ценах 2007 года) и нашли 21 миссионера, с которыми в мае 1866 года отправились в Китай. 30 сентября 1866 года они доплыли до Шанхая.
Прибытие крупнейшей в истории группы миссионеров вызвало разговоры в европейской общине Шанхая; особенно всех шокировало то, что миссионеры (даже женщины, что вызвало скандалы) носили китайскую одежду. По Великому каналу группа прибыла в Ханчжоу, где и начала свою деятельность. Вскоре внутри группы начались конфликты, однако в 1867 году у Тейлора от менингита умерла дочь. Трагедия лидера способствовала объединению разобщённой команды.
В 1868 году Тейлор отправил группу миссионеров в Янчжоу, однако последовавшие беспорядки на религиозной почве вызвали бурную реакцию в Европе: британская пресса сочла, что именно Тейлор виновен в том, что между Великобританией и Китаем чуть не разразилась война.
В 1871 году проблемы со здоровьем вынудили Тейлора вновь вернуться в Великобританию. В 1872 году был создан Лондонский совет Внутрикитайской миссии, который с 1875 года начал систематическую отправку групп миссионеров в Китай. Подписанный Китаем в 1876 году Чжифуский договор сделал проповедь христианства в Китае легальной, и в 1881 году на Внутрикитайскую миссию работало в Китае уже 100 миссионеров. В 1883 году их стало 225, а в 1887 году из Великобритании в Китай по линии Внутрикитайской миссии прибыло 102 миссионера. В 1888 году Тейлор привлёк к работе в Китае 14 миссионеров из США.
Разразившееся в 1900 году Ихэтуаньское восстание и последовавшая резня христиан настолько потрясли Тейлора, что он потерял всякий интерес к распространению христианства в Китае.
В 1901 году новым главой Миссии стал Диксон Хоуст. Подписанный цинским правительством после подавления ихэтуаньского восстания Заключительный протокол вновь создал условия для распространения христианства в Китае, а начавшася вестернизация страны вызвала большой приток неофитов. Однако наступившая после Синьхайской революции Эра милитаристов в Китае сделала деятельность миссионеров опасной для жизни. Начавшаяся в 1937 году японо-китайская война сделала деятельность миссионеров на оккупированной японцами территории невозможной: японцы не доверяли ни англичанам, ни американцам, а со вступлением страны во Вторую мировую войну стали отправлять их в концентрационные лагеря. Штаб-квартира миссии была вынуждена переехать из Шанхая в Чунцин, где во время войны разместилось правительство Китайской республики.

### Зарубежное миссионерское братство
Провозглашение КНР в 1949 году поставило вопрос о дальнейшей деятельности миссии. Лидеры Миссии встретились в Борнмуте (Великобритания), и приняли решение о переводе миссионеров в другие страны Восточной Азии. Штаб-квартира Миссии в ноябре 1951 года переехала в Сингапур. В связи с изменением формата деятельности организация была переименована в Зарубежное миссионерское братство Внутрикитайской миссии (англ. China Inland Mission Overseas Missionary Fellowship).
В октябре 1954 года прошёл съезд заморских советов Братства. Была изменена структура организации: теперь неевропейцы также могли становиться полноправными членами Братства, и создавать Домашние Советы в своих родных странах. Хотя основной целью организации оставалась проповедь христианского учения, однако также начала поддерживаться литературная программа, развитие здравоохранения, лингвистика. В 1964 году Внутрикитайская миссия была переименована в Зарубежное миссионерское братство (англ. Overseas Missionary Fellowship). В 1965 году были созданы Домашние Советы в Японии, Сингапуре и Малайзии, в 1966 — в Гонконге и на Филиппинах, в 1967 — в ФРГ и Нидерландах. В 1975 году в Братство влилась Евангелическая миссия на Борнео.
В 1990-х годах Братство было переименовано в OMF International.